# Józef Zieliński (pastor adwentystyczny)
Józef Zieliński  (ur. 1901, zm. 23 marca 1959) – polski duchowny adwentystyczny, w latach 1957–1959 przewodniczący Unii Adwentystów Dnia Siódmego w Polsce.

## Życiorys
25 sierpnia 1957 został wybrany na Zjeździe Krajowym Unii Adwentystów Dnia Siódmego w Polsce jej przewodniczącym i jako pierwszy powojenny zwierzchnik adwentyzmu polskiego uczestniczył w Światowym Zjeździe Adwentystów Dnia Siódmego w Cleveland, w stanie Ohio, w USA (czerwiec 1958). Zmarł w trakcie sprawowania urzędu, 23 marca 1959.